# Luftangriff auf Friedrichroda
Im Zweiten Weltkrieg wurde die thüringische Kurstadt Friedrichroda am 6. Februar 1945 von 11 Bombern vom Typ B-17G "Flying" Fortress der 8th Air Force der United States Army Air Forces mit 27,5 Tonnen Bombenlast als „Gelegenheitsziel“ angegriffen. 425 Häuser wurden zerstört oder beschädigt, 135 Einwohner starben. Dem Artilleriebeschuss beim Einzug der US-Bodentruppen am 7./8. April 1945 fielen weitere Gebäude und 40 Menschen zum Opfer.

## Die Stadt Friedrichroda
Friedrichroda ist Luftkurort und Wintersportplatz, daneben hat es kleinere Industriebetriebe (Möbel, Metallverarbeitung). Der Ort liegt in einem windgeschützten Kessel am Nordfuß des Thüringer Waldes, an der Passstraße zwischen Gotha und Schmalkalden. Die kleine Stadt hatte Ende der 1930er Jahre 6.500 Einwohner. Sie musste dann im Krieg in großer Zahl Luftkriegsevakuierte aus Westdeutschland aufzunehmen, dazu kamen ab Ende 1944 Flüchtlinge aus den Ostgebieten. Außer dem Krankenhaus gab es mit Verwundeten belegte Lazarette in Hotels (so im Kurhaus), deren Dächer weithin sichtbare Rotkreuzzeichen trugen. Friedrichroda war „Lazarettstadt“.

## Der Angriff im Einzelnen

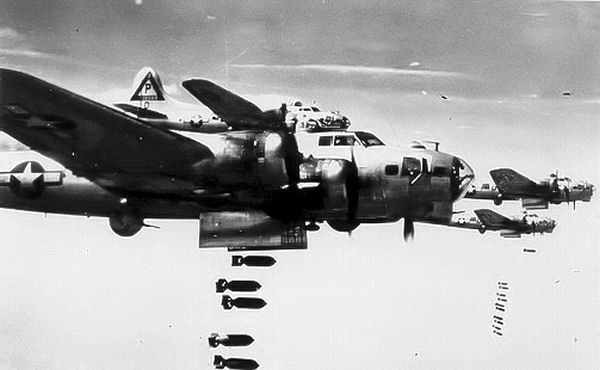
Amerikanische B-17 "Flying Fortress" beim Bombenwurf

Am 6. Februar 1945 starteten 414 B-17G der 1st Air Division der 8th Air Force der US-Luftwaffe in England zu Angriffen auf Ziele in Mitteldeutschland. Sie wurden von Hunderten von Langstrecken-Jagdflugzeugen/Jagdbombern als „Eskorte“ begleitet. Die „Primärziele“ sollten Ölraffinerien in Lützkendorf, Magdeburg-Rothensee und Verschiebebahnhöfe in Dresden und Chemnitz sein. Wegen des stark bewölkten Himmels wurde auf „Sekundärziele“ ausgewichen, und diese wurden in Thüringen gesucht.
Die 303th Bombardment Group aus dem Verband des 41st Bombardment Wing bestand aus 39 B-17G. Sie erhielt während des Einsatzes den Befehl zum Angriff auf verschiedene „Sekundärziele“. 11 der 13 Bomber des „Unteren Levels“ luden aus 7.200 Metern Höhe von 11.43 bis 11.50 Uhr ihre Last von 27,5 Tonnen hochbrisanten Sprengbomben über Friedrichroda ab, dazu 10 Ballen Flugblätter. Die restlichen beiden B-17 warfen 6,7 Tonnen Sprengbomben auf Schweina bei Bad Liebenstein. Die Rauchzeichen der Pfadfinder zur Zielmarkierung wurden durch den Aufwind der Berge um Friedrichroda in Richtung Schwarzbach abgetrieben, das vorgegebene Ziel, die Anlagen des Reichsbahnhofs, wurde verfehlt. Die Bahnstrecke erhielt nur einen Treffer. Etwa 60 Explosionen erfolgten östlich der Stadt, auf freiem Feld hinter dem Schwarzbach. Wenigstens 90 High-Explosive-Sprengbomben detonierten in der Innenstadt. Es entstanden schwere Schäden an Wohn- und Geschäftshäusern. Besonders betroffen waren Hauptstraße, Struthsgasse, Bahnhofstraße, Marktstraße und Lindenstraße. 74 Gebäude wurden total zerstört und 350 beschädigt: darunter Hotels, Kurhäuser, öffentliche Gebäude und Fabriken. Die Bomberbesatzungen beurteilten ihren Erfolg als mittelmäßig.
Am gleichen Tag, dem 6. Februar 1945, griff die 303rd Bombardment Group mit ihren B-17 außer Friedrichroda auch Ostheim (alles Fehlwürfe ins freie Gelände), Schweina und Waltershausen an. Andere Bombergruppen der 1st Air Division bombardierten als „Sekundärziele“ Gotha, Arnstadt, Schmalkalden, Ohrdruf, Crawinkel und Saalfeld.
Am 7./8. April besetzten US-Bodentruppen begleitet von Artilleriebeschuss die Stadt Friedrichroda. Es entstanden erneut Gebäudeschäden, schwer getroffen wurde besonders das auf einer Anhöhe dominant gelegene große Kurhaus.
Die Amerikaner erbeuteten in der Möbelfabrik Ortlepp und in den Gebäuden von Kohlen-Fischer, einer streng geheimgehaltenen Außenstelle des Flugzeugwerks Gotha, wesentliche Teile des fast fertigen Prototyps 3 eines Nurflügel-Strahljägers Ho 229 (Ho IX) und die Konstruktionsunterlagen der Gebrüder Horten.
Ihr erstes Luftkriegserlebnis in der Nähe hatten die Friedrichrodaer bereits am 24. Februar 1944 gehabt, als ein abgeschossener schwerer Bomber vom Typ B-24 Liberator am Körnberg (Salzschlag) abstürzte.

## Todesopfer

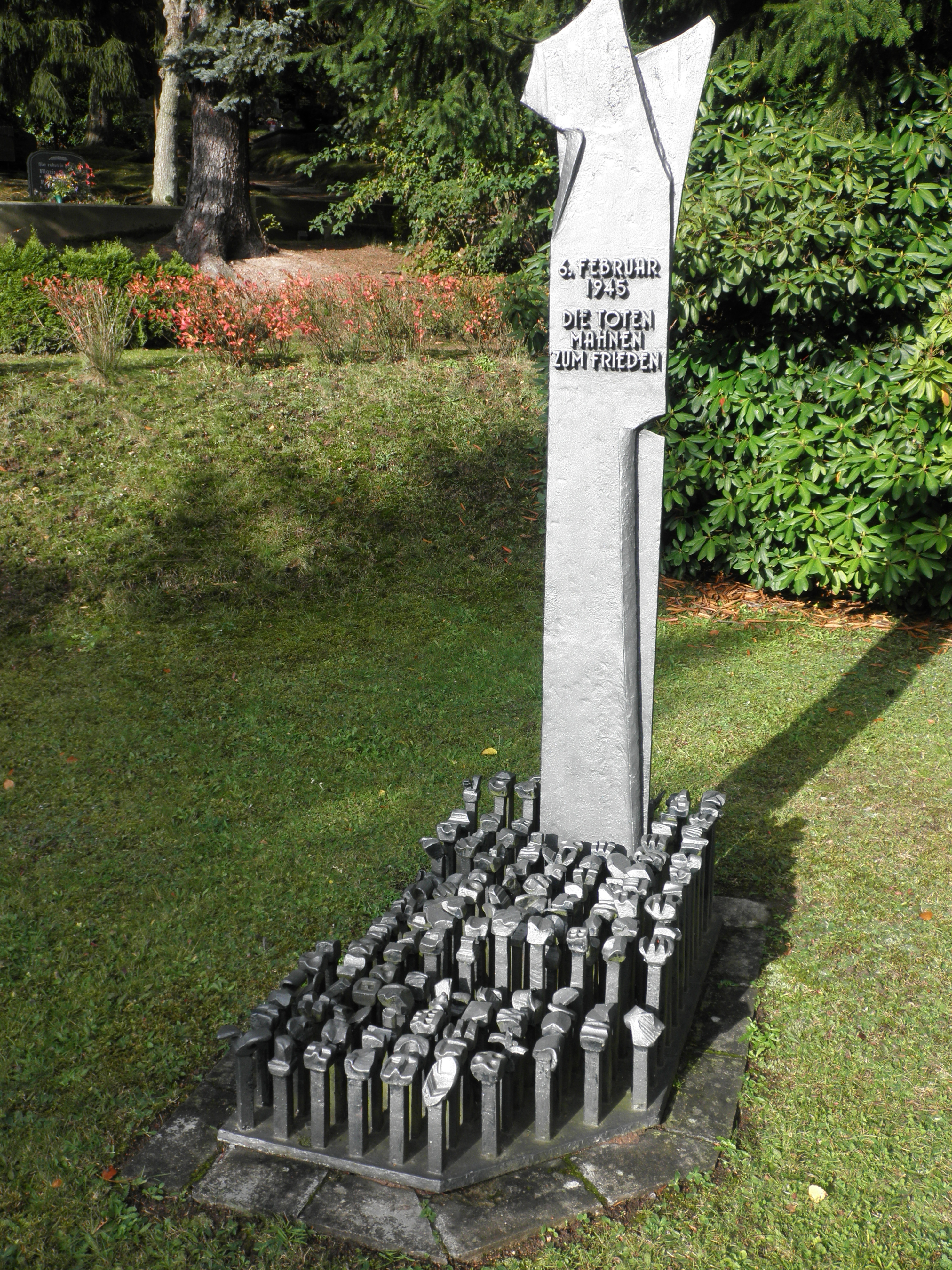
Denkmal für die Bombenopfer auf dem Friedhof

Dem Angriff am 6. Februar 1945 fielen 135 Einwohner zum Opfer. Überwiegend waren es Frauen und alte Menschen, aber auch 29 Kinder.
Auch die Besetzung von Friedrichroda durch US-Truppen mit vorausgehendem Artilleriebeschuss am 7./8. April 1945 und Tiefflieger-Angriffen forderte noch einmal 40 Opfer.

## Begräbnis- und Gedenkstätten
Nach einer öffentlichen Trauerfeier wurden die 135 Bombenopfer vom 6. Februar 1945 auf dem Friedhof auf einem Gemeinschaftsgrabfeld beigesetzt. Es trägt keine Namenstafeln oder -kreuze (mehr), aber seit 1990 ein Denkmal des Friedrichrodaer Kunstschmieds Günter Reichert (siehe Friedrichroda#Kultur und Sehenswürdigkeiten) und erläuternde metallene Informationstafeln.
In eine Türnische in der Kirche St. Blasius eingelassen ist eine Gedenktafel für alle Opfer des 2. Weltkriegs in und aus Friedrichroda, darunter „die Opfer der beiden Bombenangriffe vom 6.2. und 7.4.1945 (über 140 Personen)“.